# Ola Afolabi
Ola Afolabi (født 15. marts 1980 i London) er en amerikansk-baseret britisk professionel bokser af nigerianske oprindelse. Han boksede i cruiservægt-vægtklassen og var i marts 2009 anført som #9 i Ring Magazine og har haft en "interim" World Boxing Organization titel.[kilde mangler]
Afolabi blev professionel i letsværvægt i Californien i 2002. I 2003 tabte han han på point mod Allan Green og gik en vægtklasse op til cruiservægt. Han slog den lille sværvægter Willie Chapman og tilføjede James Walton og Michael Simms til sine ofre. Han har også knockoutet tidligere cruiservægt-mester Orlin Norris.
Den sejr, der satte ham ind i rampelyset kom over den ubesejrede velsete Golden Gloves mester Eric Fields som han KO'ed i 2008. Han blev straks underskrevet hos Dino Duva. Ola fik endelig sin nationale tv-debut på ESPNs Friday Night Fights og vandt en enstemmig afgørelse over DeLeon Tinsley.
I marts 2009 slog han tidligere WBO World cruiservægt-mester Enzo Maccarinelli ud og vandt den midlertidige WBO cruiservægt titel i Manchester, England. Resultatet blev betragtet som lidt af en forstyrrelse, især i den britiske presse, da Afolabi var relativ ukendt på dette tidspunkt, og Maccarinelli var en tidligere verdensmester, der kun havde 2 nederlag forud for kampen.